# Mitsutoshi Watada
Mitsutoshi Watada (和多田 充寿 Watada Mitsutoshi?, nacido el 26 de marzo de 1976 en Hyogo) es un exfutbolista japonés. Jugaba de delantero y su último club fue el FC Kariya de Japón.

## Trayectoria

### Clubes
| Club                | País  | Año         |
| ------------------- | ----- | ----------- |
| Vissel Kobe         | Japón | 1998 - 2005 |
| JEF United Ichihara | Japón | 2002        |
| Banditonce Kobe     | Japón | 2006        |
| FC Gifu             | Japón | 2007        |
| FC Kariya           | Japón | 2008        |